# Danmarks historiske unioner
 Der er for få eller ingen kildehenvisninger i denne artikel, hvilket er et problem. Du kan hjælpe ved at angive troværdige kilder til de påstande, som fremføres i artiklen.

Danmark har gennem historien indgået i en række unioner af forskellig karakter - personalunioner, møntunioner, pasunioner, og i moderne tid Den Europæiske Union. 

## Fortidige unioner
- Kalmarunionen – 1397-1523 (1524)
- Danmark-Norge – 1387-1397, 1523 (1524)-1814
- Skandinaviske møntunion – 1873-1924 (1972)

## Nutidige unioner
- Den nordiske pasunion – fra 1954.
- Den Europæiske Union – fra 1973.
- Schengen-samarbejdet – fra 2001.